# Xavier Vidal-Folch
Xavier Vidal-Folch Balanzó (Barcelona, 1952) es un periodista español, hermano del también periodista Ignacio Vidal-Folch.

## Biografía
Trabaja en el diario El País desde 1982 y es director adjunto del mismo desde 1989. En 2013 fue galardonado con el Premio de Periodismo Francisco Cerecedo que concede la Asociación de Periodistas Europeos.
Fue responsable de la edición del diario en catalán hasta marzo de 2009. Es presidente de World Editors Forum desde diciembre de 2008.